# Guerre au XVIe siècle

Le XVIe siècle est marqué par des guerres incessantes et d'une Renaissance également militaire. 

## Explications
Les conflits européens de la première moitié du siècle avec les guerres d'Italie de 1493 à 1559 et la seconde avec les guerres de Religion de 1562 à 1598 changent la configuration de la guerre.
Aux côtés des nobles apparaissent des professionnels, l'infanterie avance au pas en formation serrée. Les divers changements techniques et matériels révolutionnent véritablement la guerre; c'est la Renaissance militaire.
L'architecture militaire est modifiée. Les fortifications bastionnées se généralisent grâce aux  ingénieurs italiens. Les murailles s'abaissent et sont précédées d'un fossé doté d'angles, de coudes et de casemates de tir.

## La tactique
Les dispositions prises par un commandant en vue du combat et ses mesures en cours d'action portent le nom très général de tactique.
C'est dans ce domaine que la première moitié du XVIe siècle voit s'opérer une révolution radicale, posant ainsi les bases de l'art militaire moderne.
C'est l'infanterie et non plus la cavalerie qui sert de pivot aux attaques. L'on distingue désormais les trois armes du combat moderne, l'infanterie et l'artillerie qui prennent une importance croissante, la cavalerie.

## L'artillerie
L'artillerie commence à se développer au milieu du XIVe siècle mais ne joue un rôle notable qu'au milieu du XVe siècle durant lequel elle fait d'importants progrès techniques. De la fin du XVe siècle jusqu'au milieu du XVIe siècle, celle-ci connait une croissance régulière.
Le canon est, au XVIe siècle, une véritable révolution militaire. Et bien plus que le canon qui existait déjà aux siècles précédents, c'est le boulet de fer qui se révèle être une innovation capitale pouvant ainsi détruire les forteresses du Moyen Âge.
Le canon s'allège et devient aisément transportable. L'armée du roi de France dispose très tôt d'un parc impressionnant d'artillerie qui joue un rôle majeur dans les succès français en Italie. 
L'artillerie est utilisée non seulement lors des sièges mais également dans les batailles en rase campagne où elle sert à disloquer les carrés d'infanterie.

## La cavalerie
Face à l'infanterie et à l'arrivée de la poudre, l'importance relative de la cavalerie lourde, plutôt inadaptée aux nouvelles conditions, diminue mais garde une importance psychologique et sociale. La transformation de l'art de la guerre oblige l'aristocratie chevaleresque à s'adapter.
La cavalerie lourde ou gendarmerie est formée de compagnies d'ordonnance, comme sous Louis XI. Une compagnie se compose de 30 à 40 hommes d'armes (armure, épée et lance), et de leurs suivants composés principalement des écuyers, coutiliers, archers....
À partir du XVIe siècle, les effectifs de la cavalerie de choc diminuent fortement. Dans le même temps, sur les champs de bataille, cette cavalerie lourde devient inefficace face aux troupes à pieds, groupées en bloc hérissés de lances, hallebardes et arbalètes. L'armure, pour se protéger des coups de mousquets, devient en effet extrêmement lourde et le développement des armes à feu la rend inutile.
La première arme à feu portative apparaît en outre au milieu du XIVe siècle. Au XVe siècle, le trait à poudre se perfectionne et donne naissance à la couleuvrine puis à l'arquebuse. L'invention plus tard de la platine à rouet, dont le jaillissement de l'étincelle déclenche la mise à feu, permet de généraliser l'emploi de l'arme à feu dans les troupes montées.
Au milieu du XVIe siècle, les troupes à cheval adoptent donc une arme courte et facile à charger, la pistole, remplacée par la suite par le pistolet permettant alors de tirer à bout de bras. C'est l'arme favorite des reîtres allemands et il est adopté par la cavalerie légère lors des guerres de religion.
L'artillerie et les armes à feu portables détrônent ainsi l'ancienne suprématie de la cavalerie féodale lourde peu à peu remplacée par la cavalerie légère ou chevau-légers dont la légèreté de l'armement lui permet de manœuvrer avec beaucoup plus de facilité.

## L'infanterie
Une autre évolution notable est celle de l'infanterie, dont le rôle ne cesse de croître, notamment sous François Ier, avec le développement de l'arquebuse.
Son armement est assez simple: épée, pique ou masse d'armes. L'infanterie devient la partie la plus prépondérante des armées dans la seconde partie du XVIe siècle. L'artillerie stagne et la cavalerie est en déclin. Elles sont d'ailleurs employées de façon combinée et on « garnit les étriers » en intercalant des arquebusiers dans les escadrons. 
Le recours aux mercenaires se développe considérablement au XVIe siècle. Un mercenaire est un guerrier professionnel.
La Renaissance militaire assure le triomphe de l'infanterie. Partout s'organisent de solides infanteries dont deux se révèlent particulièrement efficaces, le Tercio espagnol et l'infanterie suisse. 
Le Tercio améliore le système en associant à la puissance des feux des arquebuses une organisation technique qui regroupe les 3 armes (infanterie, cavalerie et artillerie), l'unité de base de combat étant la compagnie. Il en existe 2 types; les compagnies de piquiers et les compagnies d'arquebusiers. La grande nouveauté dans les Tercios au début du XVIe siècle est la présence, dans la même unité tactique, de piquiers, pour repousser la cavalerie, et de tireurs pour réduire la capacité offensive de l'infanterie ennemie. Les piquiers constituent le cœur des Tercios (à la pique ou à la hallebarde). Les tireurs armés d'une arquebuse et d'une épée sont remarquablement efficaces.
Une compagnie regroupe les piquiers au centre formant un carré et les tireurs sur les ailes. Grâce à cette disposition, les tireurs harcèlent l'infanterie ennemie tandis que les piquiers forment une forteresse où les arquebusiers se réfugient face aux charges de la cavalerie.